# Rostów nad Donem

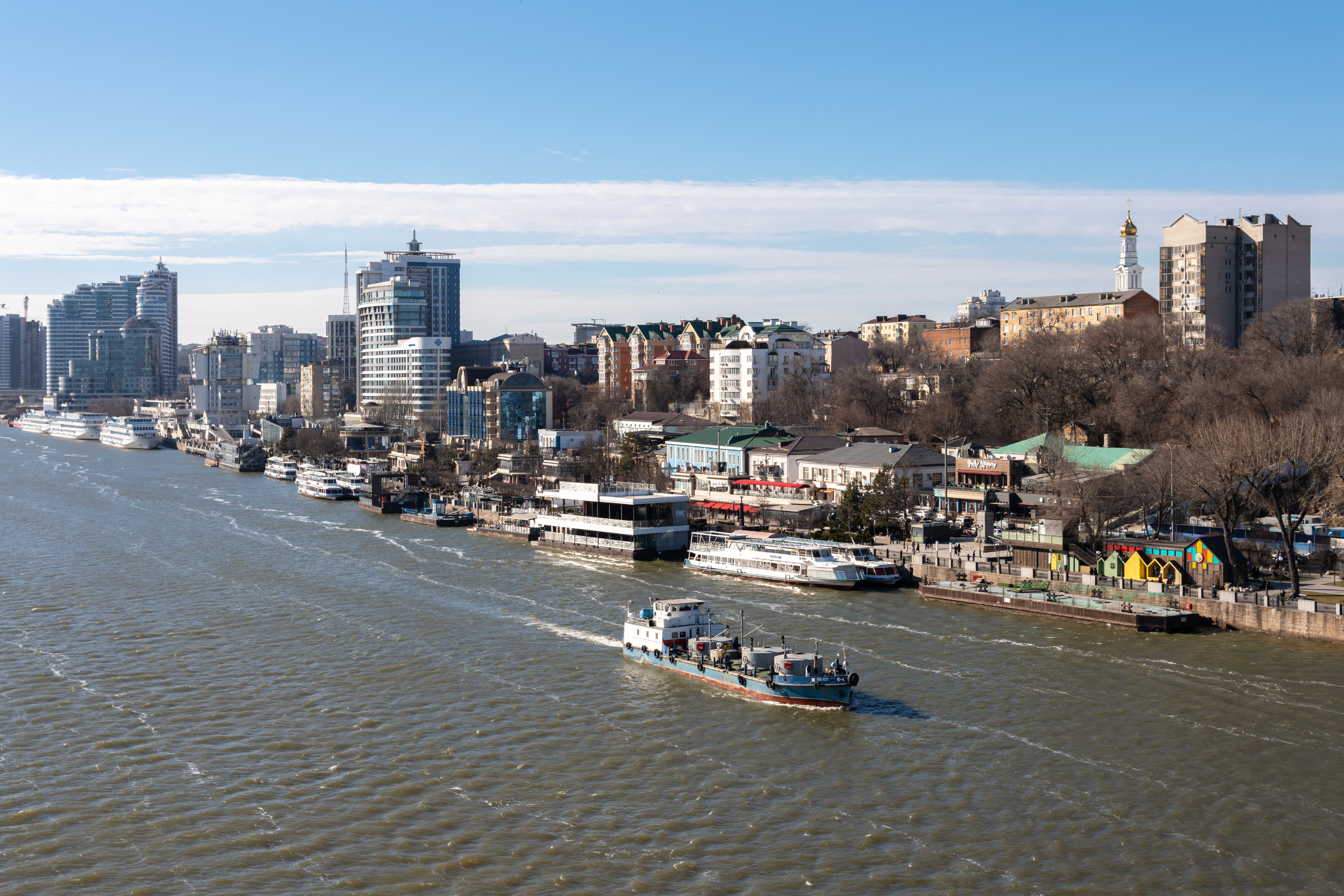
Rostów nad Donem

Rostów nad Donem (ros. Ростов-на-Дону, Rostow-na-Donu) – miasto w południowej Rosji, nad Donem, niedaleko jego ujścia do Morza Azowskiego.

## Historia
Osada założona w 1749 roku. W 1807 uzyskała prawa miejskie nadane przez cara Aleksandra I. Od roku 1811 miasto posiadało już swój herb. Leżało w granicach guberni jekaterynosławskiej, natomiast w 1887 roku weszło w skład Obwodu Wojska Dońskiego. W grudniu 1905 r., podczas rewolucji, która ogarnęła całe Imperium Rosyjskie, w Rostowie wybuchło robotnicze powstanie, szybko stłumione. W latach 1913–1919 w Rostowie działał polski Klub Ogniwo. W okresie bezpośrednio po I wojnie światowej w Rostowie funkcjonowała polska placówka o charakterze konsularnym.
W okresie rewolucji i wojny domowej w Rosji Rostów nad Donem kilkakrotnie przechodził z rąk do rąk. W grudniu 1917 bolszewicy zorganizowali w mieście udane powstanie zbrojne. Po kilku jednak dniach kozackie oddziały pod dowództwem Aleksieja Kaledina pokonały silniejszą liczebnie, lecz gorzej zorganizowaną i dowodzoną Czerwoną Gwardię. W Rostowie i Nowoczerkasku gen. Ławr Korniłow i gen. Michaił Aleksiejew rozpoczęli tworzenie białej Armii Ochotniczej. Chcąc zniszczyć tę siłę w zarodku, rząd Lenina skierował nad Don zgrupowanie pod dowództwem Władimira Antonowa-Owsiejenki, co zmusiło białych do opuszczenia miasta w końcu lutego 1918 roku. Rostów został stolicą Dońskiej Republiki Radzieckiej, która przetrwała do maja tego samego roku. W tym miesiącu Rostów zajęły wojska niemieckie. Następnie Rostów nad Donem znajdował się w granicach kozackiej, sprzymierzonej z białymi Siłami Zbrojnymi Południa Rosji Republiki Dońskiej, której stolicą był Nowoczerkask. Został ponownie zajęty przez Armię Czerwoną w styczniu 1920 roku. W dniu 20 lutego 1920 generał Aleksandr Kutiepow odniósł pod Rostowem jedno z ostatnich zwycięstw białych w wojnie domowej, ponownie zajmując miasto, jednak trzy dni później musiał się z niego wycofać.
W czasie II wojny światowej Rostów był dwukrotnie okupowany przez Niemców. Po raz pierwszy oddziały Wehrmachtu zdobyły miasto 21 listopada 1941 roku, jednakże już po tygodniu były zmuszone je opuścić na skutek radzieckiej kontrofensywy. Po raz kolejny Niemcy wkroczyli do Rostowa 23 lipca 1942 roku i okupowali go aż do lutego 1943 roku. W czasie drugiej okupacji, między 11 a 13 sierpnia 1942 roku, w Wężowym Parowie położonym kilka kilometrów na północ od miasta zamordowano około 15–18 tys. Żydów. Była to prawdopodobnie największa zbrodnia na ludności żydowskiej, którą hitlerowcy popełnili w czasie II wojny światowej na terytorium współczesnej Rosji.
W dniu 23 czerwca 2023 roku, w trakcie inwazji Rosji na Ukrainę, Jewgienij Prigożyn ze swoją Grupą Wagnera zajął miasto w ramach buntu skierowanego przeciwko rosyjskiemu Ministerstwu Obrony.

## Demografia
- Liczba ludności: 1 115 000 osób (I 2015)[1]
- Gęstość zaludnienia: 2960,8 osób/km²
- Powierzchnia: 354 km²
- Skład narodowościowy:

| w 1897: 1. Rosjanie – 94 673 (79,24%) 2. Żydzi – 11 183 (9,36%) 3. Ukraińcy – 5612 (4,70%) 4. Ormianie – 2216 (1,85%) 5. Polacy – 1444 (1,21%) 6. Niemcy – 1182 (0,99%) 7. Tatarzy – 1172 (0,98%) 8. Grecy – 702 (0,59%) | w 2010: 1. Rosjanie – 960 883 (90,09%) 2. Ormianie – 41 553 (3,40%) 3. Ukraińcy – 16 249 (1,52%) 4. Azerowie – 6739 (0,63%) 5. Tatarzy – 5291 (0,50%) 6. Gruzini – 3960 (0,37%) 7. Białorusini – 2874 (0,27%) 8. Koreańczycy – 2792 (0,26%) |

## Gospodarka
Obecnie miasto jest ośrodkiem przemysłu maszynowego, elektrotechnicznego, spożywczego, chemicznego, drzewnego. Do największych przedsiębiorstw zaliczają się:
- OAO Ałmaz – producent środków walki elektronicznej i sprzętu łączności,
- OAO Horyzont – producent radarów i urządzeń nawigacyjnych dla wojska i użytkowników cywilnych,
- OAO Zawod-Kwant – jedyny w Rosji producent układów orientacji dla statków kosmicznych,
- Rostwiertoł – jedna z największych w Rosji wytwórni śmigłowców. Produkuje m.in. śmigłowce: Mi-24, Mi-26, Mi-28 i Mi-35,
- Empils – jeden z największych w Rosji producentów farb i lakierów.

## Transport
- Tramwaje w Rostowie nad Donem
- Port lotniczy Rostów nad Donem – port lotniczy
- AZIMUT – linia lotnicza
- Donavia – linia lotnicza
- Rostow-Gławnyj

## Nauka
Rostów nad Donem jest też ośrodkiem naukowym (szkoły wyższe, instytuty badawczo-rozwojowe). Uniwersytet Warszawski został ewakuowany z Warszawy do Rostowa nad Donem w roku 1915 i powstała wówczas uczelnia (obecnie Południowy Uniwersytet Federalny) uznaje się za spadkobiercę warszawskiego uniwersytetu.

## Sport
- Dinamo Rostów nad Donem – klub piłkarski
- FK Rostów – klub piłkarski
- GK Rostow-Don – klub piłki ręcznej kobiet
- SKA Rostów nad Donem – klub piłkarski

## Wojsko
Miasto jest siedzibą dowództwa Południowego Okręgu Wojskowego Sił Zbrojnych Federacji Rosyjskiej.

## W kulturze
Jest miejscem akcji powieści Rusłana Mielnikowa Mrówańcza należącej do Uniwersum Metro 2033, jak również powieści Piotra Kołodziejczaka Klępy śpią – drugiej części trylogii Życia w życiu, w której autor opisuje życie w radzieckiej rzeczywistości przełomu lat siedemdziesiątych i osiemdziesiątych XX wieku.

## Miasta partnerskie
- Dortmund, Niemcy
- Gera, Niemcy
- Erywań, Armenia

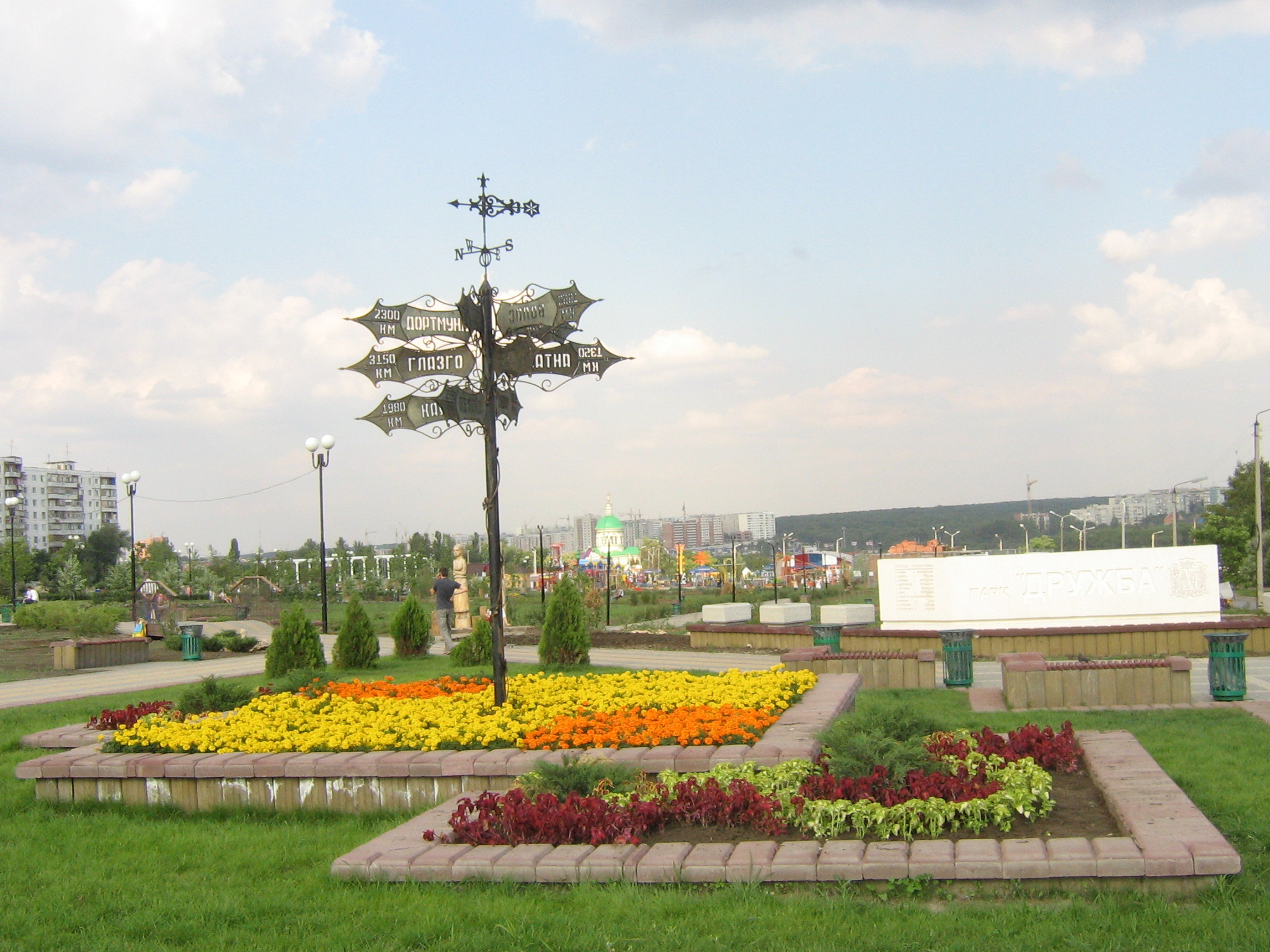
Miasta partnerskie (2006)

- Glasgow, Wielka Brytania
- Kajaani, Finlandia
- Le Mans, Francja
- Mobile, Stany Zjednoczone
- Toronto, Kanada
- Cheongju, Korea Południowa
- Antalya, Turcja
- Plewen, Bułgaria
- Wolos, Grecja
- Donieck, Ukraina
- Odessa, Ukraina
- Ługańsk, Ukraina
- Homel, Białoruś
- Uralsk, Kazachstan
- Moskwa, Rosja

## Urodzeni w Rostowie nad Donem
- Wiktor Asmajew (1947–2002) – radziecki jeździec sportowy.
- Jurij Baszmiet (ur. 1953) – rosyjski altowiolista.
- Swietłana Bojko (ur. 1972) – rosyjska florecistka.
- Iwan Bukawszyn (1995-2016) – rosyjski szachista.
- Siergiej Dawydow (ur. 1979) – rosyjski łyżwiarz figurowy.
- Feliks Dzierżanowski (1890–1975) – polski kompozytor i dyrygent.
- Alexei Eremenko Jr. (ur. 1983) – piłkarz.
- Aleksandr Gałkin (ur. 1979) – rosyjski szachista.
- Swietłana Gonczarienko (ur. 1971) – rosyjska sprinterka.
- Eduard Gricun (ur. 1976) – rosyjski kolarz torowy.
- Gieorgij Jefriemienko (ur. 1986) – rosyjski wioślarz.
- Izabiełła Jurjewa (1899–2000) – rosyjska pieśniarka.
- Natalja Karimowa (ur. 1974) – rosyjska kolarka torowa, dwukrotna mistrzyni świata.
- Nikołaj Korolkow (ur. 1946) – radziecki jeździec sportowy.
- Aleksandr Kostogłod (ur. 1974) – rosyjski kajakarz.
- Wiktor Krawczenko (ur. 1941) – rosyjski lekkoatleta startujący w barwach ZSRR, trójskoczek.
- Antonina Kriwoszapka (ur. 1987) – rosyjska lekkoatletka, specjalizująca się w biegu na 400 m.
- Jerzy Liśniewicz (1919–2012) – polski architekt.
- Emilia Malessa (1909 –1949) – kapitan Armii Krajowej, powstaniec warszawski, kawaler orderu Virtuti Militari V klasy.
- Eva Rivas (ur. 1987) – rosyjska piosenkarka.
- Sabina Spielrein (1885–1942) – rosyjska lekarka, psychiatra, psychoanalityczka.
- Leonid Szamkowicz (1923–2005) – amerykański szachista pochodzenia rosyjskiego.
- Natalja Szaposznikowa (1961) – radziecka gimnastyczka.
- Isaak Spielrein (1891–1937) – radziecki psycholog.
- Władimir Szumiejko (ur. 1945) – polityk rosyjski.
- Ksawery Tartakower (1887–1956) – polski i francuski szachista.
- Gework Wartanian (1924–2012) – radziecki agent.
- Brunon Wierciński (1906–2007) – żołnierz Polskich Sił Powietrznych, szef mechaników 301 Dywizjonu „Obrońców Warszawy”.
- Jurij Zacharow (ur. 1937) – ukraiński piłkarz.
- Jerzy Żurawlew (1887–1980) – polski pianista, inicjator Konkursów Chopinowskich
- Siergiej Żygunow (ur. 1963) – rosyjski aktor i producent.